# Sonda interestel·lar

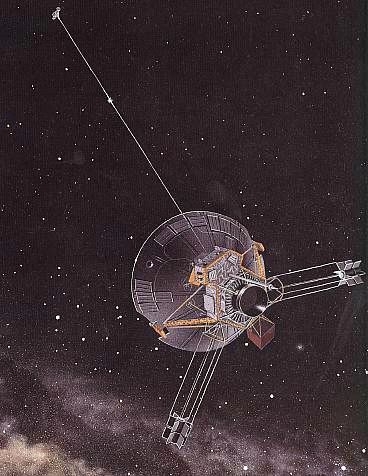
Pioneer 10/11

Les estrelles són, literalment, objectius en moviment en les escales de temps que la tecnologia actual podria arribar-hi

Una sonda interestel·lar és una sonda espacial que va deixar o s'espera que abandoni el sistema solar i que entri a l'espai interestel·lar, típicament definida com la regió més enllà de l'heliopausa. També es refereix a les sondes capaces d'arribar a sistemes estel·lars diferents als del Sol o d'una altra manera capaces de realitzar viatges interestel·lars dins d'una galàxia.
Una Sonda Interestel·lar també és el nom d'una sonda espacial estudiada i proposta en el 1999 per la NASA amb la idea de ser capaç de viatjar 200 UA en 15 anys.
Hi ha tres àrees que s'han de considerar quan s'examinen les sondes interestel·lars: sondes existents en trajectòries interestel·lars (com la Voyager 1), plans per a sondes interestel·lars realistes (com els precursors interestel·lars) i els plans més extraordinaris de costos fora del normal, usant tecnologia o física extremes.
Fins i tot, encara que el xoc de terminació ocorre a les 80-100 ua, la màxima extensió de la influència del camp gravitacional del Sol, l'esfera Hill/Roche, està en 230.000 ua (1,1 parsec o 3,6 anys llum). El sistema estel·lar més proper és el d'Alfa del Centaure a 1,34 parsec (4,36 anys llum).

## Sondes interestel·lars existents
Cinc Naus espacials (tres naus actives) estan actualment en trajectòries interestel·lars:

### Naus funcionals
Voyager 1 (1977+)
Al maig de 2005 un comunicat de premsa de la NASA va expressar el consens que la Voyager 1 (en català: Viatger 1) estava ara en la heliofunda. Al 30 de juliol de 2010, la Voyager 1 està a una distància de prop de 17 089 623 936 km o 114,24 ua del Sol i que viatja al voltant de 3,6 ua per any (17 km/s). Els científics creuen que la nau aconseguirà l'heliopausa l'any 2015.
Voyager 2 (1977+)
La Voyager 2 (en català: Viatger 2) va passar el xoc de terminació en la heliofunda el 30 d'octubre de 2007. A diferència de la Voyager 1, té un instrument científic de plasma funcionant, i està enviant dades sobre la temperatura i pressió d'aquesta regió. Al 30 de juliol de 2010, la Voyager 2 està a una distància d'al voltant de 13 890 248 064 km o 93 ua del Sol i viatjant cap a l'exterior a aproximadament 3,263 ua per any (15,47 km/s) . S'espera que la Voyager 2 es mantingui transmetent fins al 2020.
New Horizons (2006+)

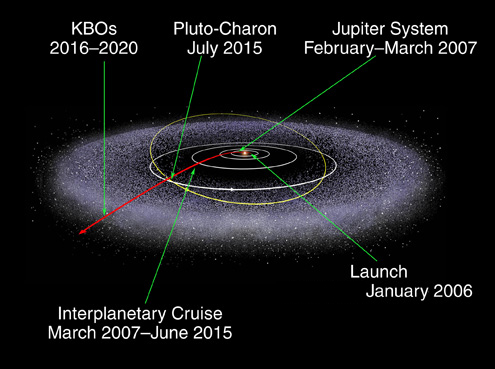
Trajectòria de la nau New Horizons

Després de la seva assistència gravitatòria al planeta Jupiter, la New Horizons està en una trajectòria interestel·lar via Plutó. El 7 de març de 2008, la New Horizons (en català: Nous Horitzons) estava a 9,37 ua del Sol i allunyant-se a 3,9 ua per any, no obstant això començarà a disminuir la seva velocitat de fuita a només 2,5 ua per any a la mesura que s'allunya del Sol, així que mai superarà a la Voyager. A principis del 2011, estava viatjant a 3,356 ua/any (15,91 km/s) en relació al Sol.

### Missions inactives
Pioneer 10 (1972–2003)
L'última recepció reeixida de telemetria de la Pioneer 10 (en català: Pioner 10) va ser el 27 d'abril de 2002, quan es trobava a una distància de 80,22 ua. Viatjant aproximadament a 2,54 ua/any (12 km/s).
Pioneer 11 (1973–1995)
Les operacions de missió rutinàries pel Pioner 11 (en català: Pioner 11) van ser detingudes el 30 de setembre de 1995, quan estava a 6,5 mil milions de quilòmetres (aproximadament 43,4 ua) de la Terra. Viatjant aproximadament a 2,4 ua/any (11,4 km/s).

## Sondes transneptunianes a distàncies precursores

L'òrbita de 90377 Sedna (vermell) comparada a les de Júpiter, Saturn, Urà, Neptú i Plutó (cercles petits)

A principis de la dècada de 2000, molts nous i relativament grans cossos planetaris van ser trobats més enllà del llavors planeta Plutó, i amb òrbites estenent-se a centenars d'UA més enllà de la heliofunda (90 - 100 ua). La sonda New Horizons de la NASA pot explorar aquesta àrea després que executi la seva passada planificada per Plutó en el 2015 (sent les distàncies de Plutó aproximadament entre 29-49 ua). Alguns d'aquests grans objectes més enllà de Plutó inclouen a (136199) Eris, (136108) Haumea, (136472) Makemake i Sedna. Sedna s'apropa a 76 ua, però va lluny fins als 961 ua en el seu apoapsis, i el planeta menor 87269 va més enllà d'1.060 ua en el seu apoapsis. Cossos com aquests tenen un impacte en com s'entén al Sistema Solar, i viatgen en una àrea prèviament solament el domini de les sondes interplanetàries; alguns dels cossos descoberts poden convertir-se en objectius per a missions d'exploració, un exemple de la qual cosa és el treball preliminar en la sonda a Haumea (136108) i les seves llunes (a 35-51 ua).
La massa, la font d'energia i el sistema de propulsió de la sonda són àrees tecnològiques claus per a aquest tipus de missió. A més, una característica d'aquesta àrea és la lent gravitacional apuntat cap al Sol en aproximadament 550 ua.

## Sondes interestel·lars proposades
Missions que pretenen arribar a l'espai interestel·lar.
Innovative Interstellar Explorer (2003+)
La NASA proposa enviar una càrrega científica de 35 kg a una distància d'almenys 200 ua. Aconseguiria una velocitat màxima de 7,8 ua per any usant una combinació d'un coet de llançament pesant, l'assistència gravitatòria de Júpiter i un motor iònic energitzat per un generador termoelèctric de radioisòtops (en anglès: Radioisotopic Thermal Generator, RTG) estàndards. La data suggerida per al llançament de la sonda és en el 2014 (per prendre avantatge de l'assistència gravitatòria de Júpiter, aconseguint 200 ua al voltant de l'any 2044.
Realistic Interstellar Explorer & Interstellar Explorer (2000–2002)
Estudis que suggereixen diverses tecnologies incloent un generador termoelèctric de radioisòtops basat en Am-241, comunicació òptica (en contrast a usar ràdio) i electrònica semiautònoma de baix consum d'energia. La trajectòria usa l'assistència gravitatòria de Júpiter i el Sol per aconseguir 20 ua/any, permetent-li arribar a 1.000 ua en 50 anys, i una extensió de missió de fins a 20.000 ua i 1.000 anys. La tecnologia necessària inclou propulsió avançada i un escut solar per a la part de la trajectòria al voltant del Sol. Diverses fonts d'energia es van considerar incloent: solar termal (en anglès: Solar Thermal, STP), fissió nuclear termal (en anglès: Nuclear Fission Thermal, NTP) i fissió nuclear de pols, així com diversos isòtops per RTG. Els estudis també van incloure recomanacions per a una sonda solar (vegeu també la sonda de la NASA, Solar Plus), tecnologia nuclear termal, una sonda amb vela solar, una sonda de 20 ua/any, i una visió de llarg termini d'una sonda que arribi als 200 ua/any amb destinació a l'estel Epsilon Eridani.
La sonda interestel·lar de següent generació en aquest estudi suggereix un reactor de fissió de 5 megawatts que utilitzi 16 tones mètriques d'H₂ com a propel·lent. Esperant que el seu llançament sigui a mitjan segle 21, podria accelerar a 200 ua/any en una distància de 4.200 ua i aconseguir l'estel Epsilon Eridani, després de 3.400 anys de viatge, l'any 5500 AD. Tanmateix, això era una visió de segona generació per a una sonda i l'estudi reconeix que fins i tot 20 ua/any podrien no ser possible amb la tecnologia actual de l'estudi (2002). En comparació, la sonda més ràpida al temps de l'estudi era la Voyager 1 amb aproximadament 3,6 ua/any (17 km/s), en relació al Sol.
Interstellar Probe (1999)

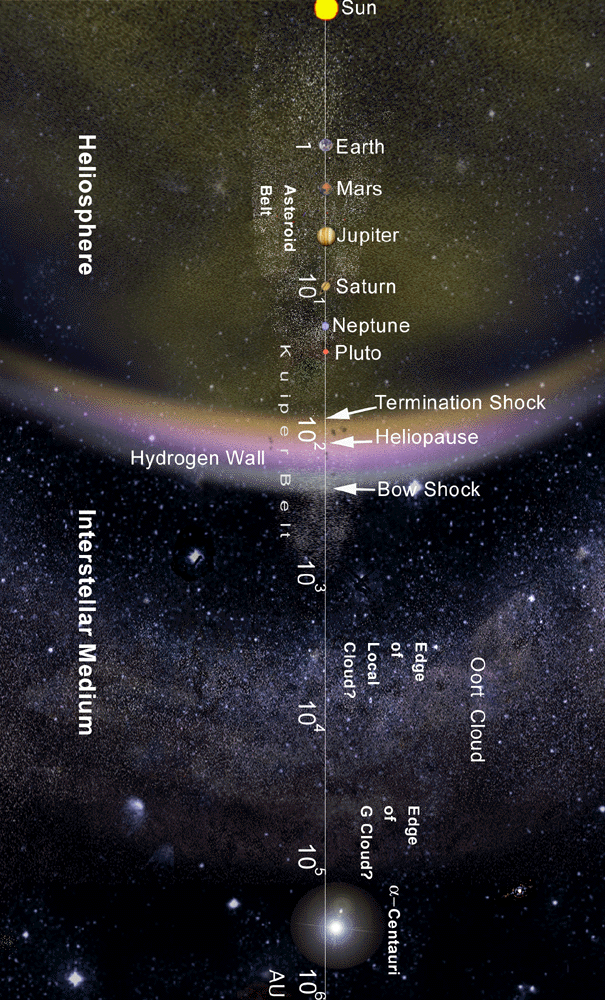
La frontera solar com era conceptualitzada cap al canvi de segle, en escala logarítmica (1999)

La Interstellar Probe era una proposta de nau espacial propulsada per una vela solar planejada pel Jet Propulsion Laboratory de la NASA. Estava planificat que arribés als 200 ua en deu anys a una velocitat de 14 ua/any (aproximadament 70 km/s), i que funcionaria fins a aconseguir més de 400 ua. Una tecnologia important per a la missió era una gran vela solar d'1 g/m². La sonda utilitzaria un avançat generador termoelèctric de radioisòtops per a energia elèctrica, una ràdio de banda Ka per comunicar-se amb la Terra, un coet Delta II per a llançament des de la Terra i un paquet d'instruments de 25 kg que utilitzaria 29 watts.
(Mewaldt et al., 1995)
Un estudi per a una sonda de 200 kg viatjant entre 6 a 14 ua per any usant una propulsió química i assistència gravitatòria planetària o solar.
(Holzer et al., 1990)
Estudi d'una sonda de 1.000 kg viatjant a 10 ua per any usant propulsió química i assistència gravitatòria solar, per recol·lectar dades fins a una distància de 200 ua respecte al Sol.
TAU mission (1987)
La TAU mission (Thousand Astronomical Units, en català: Mil Unitats Astronòmiques) era una proposta per a una nau propulsada per un coet elèctric nuclear que usava un reactor de fissió nuclear d'1 MW i un motor de ions amb un temps de combustió d'aproximadament 10 anys per aconseguir una velocitat de 106 km/s (aproximadament 20 ua per any) per aconseguir una distància de 1.000 ua en 50 anys. La meta principal de la missió era millorar les mesures de paral·laxi de les distàncies als estels a l'interior i exterior de la nostra galàxia, amb objectius secundaris d'estudiar l'heliopausa, mesurar les condicions en el medi interestel·lar i, a través de comunicacions amb la Terra, fer proves de la relativitat general.
Interstellar Precursor Mission (Jaffe, 1977–1979)
Proposta d'un paquet de propulsió/font d'energia elèctrica nuclear per a una sonda que arribés a 370 ua en 20 anys i 1.030 ua en 50 anys a partir del seu llançament.

## Conceptes interestel·lars
Projecte Orion (1958–1965)
El Projecte Orion era una proposta per a un sistema de propulsió nuclear per polsos que usava bombes de fissió o fusió per aplicar força de moviment. El disseny va ser estudiat durant les dècades dels 1950 i 1960 en Estats Units, amb una variant sent capaç de viatge interestel·lar.
Sonda Bracewell (1960)
Comunicació interestel·lar usant una sonda, en oposició a enviar un senyal electromagnètic.
Coet Fotònic de Sanger (1950s-1964)
Eugene Sanger va proposar una Nau espacial impulsada per antimatèria en la dècada de 1950. La idea era que l'embranzida fos proporcionada pels raigs gamma produïts per l'anihilació d'electró-positró.
Nau espacial Enzmann (1964/1973)
Proposat en 1964 i examinat a l'octubre de 1973 en un nombre de Analog, la Nau espacial Enzmann va proposar usar una bola de deuteri congelat de 12.000 tones per alimentar un sistema de propulsió per polsos termonuclear. D'aproximadament el doble de llarg que l'Edifici Empire State i armat en òrbita, la Nau espacial era part d'un projecte més gran precedit per grans sondes interestel·lars i l'observació remota de sistemes estel·lars objectius.
Projecte Daedalus (1973–1978)
El Projecte Dédalo va ser una proposta per a una nau amb propulsió nuclear per polsos que usava confinament inercial de la fusió de petites boles dins d'una tovera d'un camp magnètic per proveir de la força d'embranzida. El disseny va ser estudiat durant la dècada de 1970 per la Societat Interplanetària Britànica, i la idea era que aconseguís l'Estel de Barnard en menys d'un segle a partir del seu llançament. Els plans incloïen l'extracció d'heli-3 a Júpiter i una massa prèvia al llançament des d'òrbita de sobre 50 tones mètriques.
Projecte Longshot (1987–1988)
El Projecte Longshot (en català: Tir Llarg) va ser una proposta per a una nau que usava propulsió nuclear per polsos que usava confinament inercial de la fusió de petites boles dins d'una tovera d'un camp magnètic per proveir de la força d'embranzida, de forma similar a la del Projecte Dédalo. El disseny va ser estudiat durant la dècada de 1990 per la NASA i l'Acadèmia Naval dels Estats Units. La Nau estava dissenyada per aconseguir i estudiar Alfa del Centaure.
Starwisp (1985)
Starwisp és un disseny hipotètic per a una sonda interestel·lar no tripulada proposat per Robert L. Forward. És impulsat per un vés-la de microones, similar a la d'una vela solar en concepte, però usant les microones d'una font artificial.
Medusa (1990s)
Medusa era una proposta per a una nau de propulsió nuclear per polsos que usava bombes de fissió o fusió per proporcionar la propulsió, amb una estructura similar a la d'un veler usada per derivar força de moviment de les ones expansives produïdes per les bombes en explotar. El disseny va ser estudiat durant la dècada de 1990 per la Societat Interplanetària Britànica com un mitjà de viatge interplanetari.
Llançador Starseed (1996)
El llançador Starseed era un concepte per al llançament de sondes interestel·lars que pesaven micrograms a velocitats de fins a 1/3 de la velocitat de la llum.
AIMStar (1990s-2000s)
AIMStar era una proposta d'una nau de propulsió nuclear per polsos d'antimatèria catalitzada que usava núvols d'antiprotons per iniciar fissió i fusió a l'interior de boletes de combustible. Una tovera magnètica deriva força de moviment de les explosions resultants. El disseny va ser estudiat durant la dècada de 1990 per la Penn State University. La Nau estava dissenyada per aconseguir distàncies de fins a 10.000 ua en relació al Sol dins de 50 anys.
Projecte Icarus (2009+)

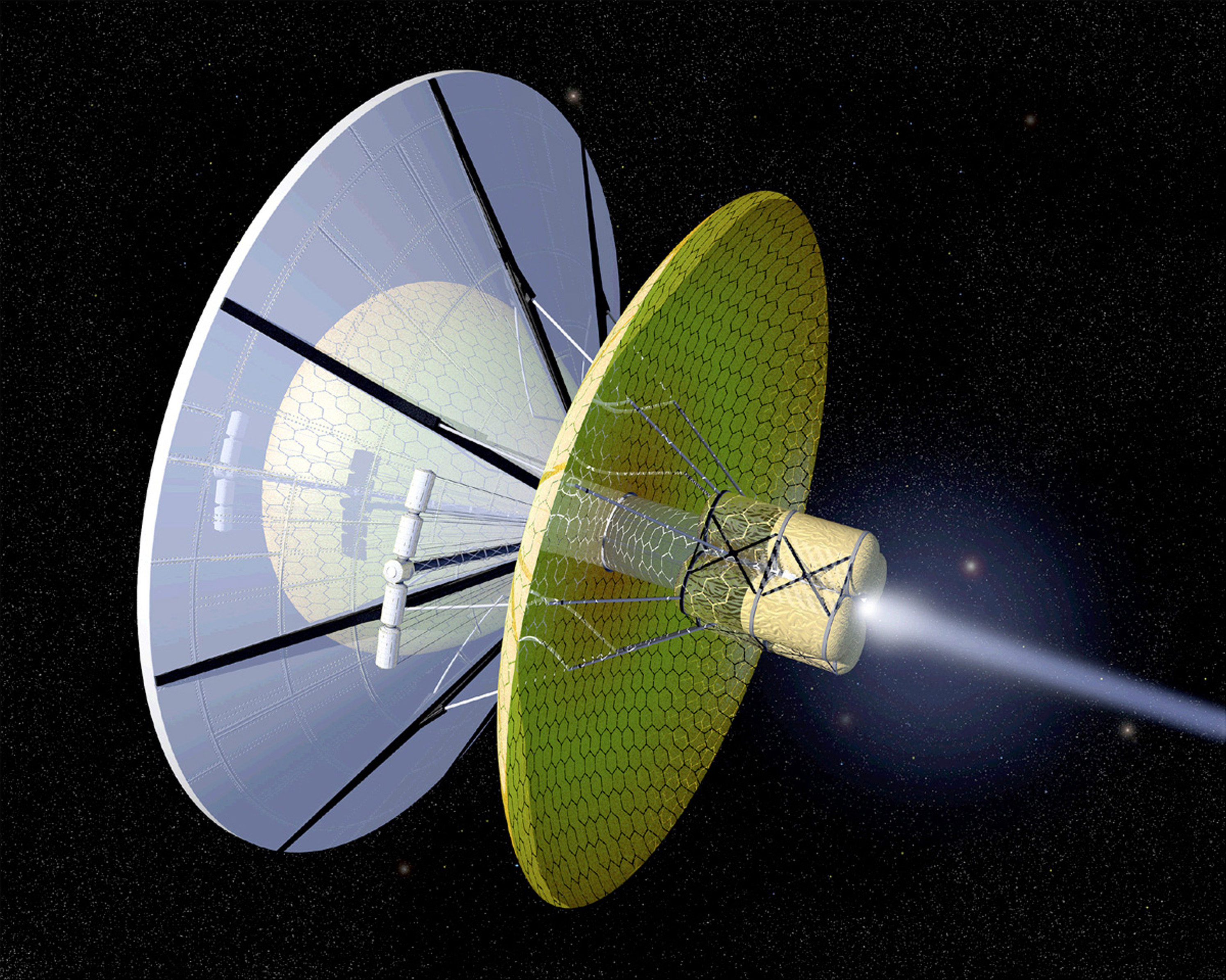
Concepte artístic de la NASA (2004) d'un motor Bussard ramjet interestel·lar

El Projecte Icarus és un estudi teòric per a una sonda interestel·lar i està sent executat sota la guia de la Tau Zero Foundation (TZF) i la British Interplanetary Society (BIS), i va ser motivat pel Projecte Daedalus, un estudi similar que va ser dut a terme entre 1973 i 1978 per la BIS. Està planificat que el projecte demori cinc anys i va començar el 30 de setembre de 2009

## Altres sondes interplanetàries d'interès
Altres sondes suggerides per a les missions interestel·lars:
- NASA Dawn (llançada el 2007), i que usa propulsors de ions de xenó amb energia solar, aconseguint una velocitat de canvi de més de 10 km/s[23]
- Solar Probe Plus, sonda planejada que s'aproxima al Sol a una distància de 8-9 radis solars (les sondes interestel·lars que usin assistència gravitatòria solar necessiten sobreviure a l'apoastre solar.
- Deep Space 1 (1999–2001), va demostrar els motors d'ions i comunicacions de ràdio en banda Ka.
- Ulysses (1990–2009), missió fora de l'eclíptica que significa una gran velocitat de canvi de 15,4 km/s (impulsor IUS & Pam-S)[9] i assistència gravitatòria de Júpiter. Va usar un generador termoelèctric de radioisòtops per a energia.
- IKAROS (2010) & NanoSail-D2, proves per la propulsió usant una vela solar.